# Tramlijn Elst - Bemmel
De tramlijn Elst - Bemmel was een stoomtramlijn in Gelderland van Elst naar Bemmel.

## Geschiedenis
De tramlijn werd tegelijk geopend met de tramlijn Arnhem - Lent op 14 december 1908 door de Betuwsche Stoomtramweg-Maatschappij (BSM) met een spoorwijdte van 1067 mm (kaapspoor). Door toenemende concurrentie van vervoer over de weg en exploitatietekorten werd de lijn in 1935 gesloten en opgebroken. 